# Harth (Gemeinde Geras)
Harth ist eine Ortschaft und eine Katastralgemeinde der Stadtgemeinde Geras im Bezirk Horn im niederösterreichischen Waldviertel mit 69 Einwohnern (Stand 1. Jänner 2024).

## Geografie
Das Dorf befindet sich südlich von Geras und ist um einen Anger angelegt. Der Ort entwässert über einen Zubringer in die Pulkau, die durch Hötzelsdorf fließt, von wo der Ort über die Landesstraße L1182 leicht erreichbar ist. Am 1. April 2020 umfasste die Ortschaft 57 Adressen.

## Geschichte
Die ansässigen Waldbauern verfügten nur über eine mittelmäßige Grundbestiftung und ernteten auf ihren Feldern nur Korn, Hafer und Erdäpfel; um die Viehzucht war es auch nicht besser bestellt, schrieb Schweickhardt im 19. Jahrhundert.
Im Jahr 1822 wurde der Ort als Dorf mit 33 Häusern genannt, das über eine Pfarre und eine Schule verfügte. Die Herrschaft Geras besaß die Ortsobrigkeit und besorgte die Konskription. Die Landgerichtsbarkeit wurde von der Herrschaft Drosendorf ausgeübt und die Untertanen und Grundholde des Ortes gehörten den Herrschaften Geras, Pernegg und Breiteneich.
Laut Adressbuch von Österreich waren im Jahr 1938 in der Ortsgemeinde Harth zwei Gastwirte, zwei Gemischtwarenhändler, zwei Schmiede, ein Schuster und mehrere Landwirte ansässig.

## Sehenswertes
- Pfarrkirche Harth, Denkmalschutz (Listeneintrag)

## Persönlichkeiten
- Hermann-Josef Weidinger (1918–2004), wirkte über mehrere Jahrzehnte im Ort als Pfarrer